# بیزوسکیو
بیزوسکیو (به ایتالیایی: Bisuschio) یک کومونه در ایتالیا است که در استان وارزه واقع شده‌است.

## خصوصیات
بیزوسکیو ۷ کیلومترمربع مساحت و ۳٬۷۹۴ نفر جمعیت دارد و ۳۷۰ متر بالاتر از سطح دریا واقع شده‌است.